# Хёрнигк, Филипп фон
Филипп фон Хёрнигк (нем. Philipp von Hörnigk, 23 января 1640 — 23 октября 1714) - немецкий и австрийский гражданский служащий, один из основателей теории камерализма и сторонник экономической теории меркантилизма.

## Экономическая работа

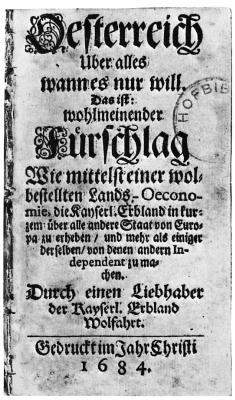
Книга "Oesterreich uber alles wann es nur will", 1684

Фон Хёрнигк родился в Франкфурте-на-Майне и умер в Пассау. Он писал в то время, когда его страна постоянно находилась под угрозой турецкого вторжения. В книге «Österreich über alles, wann es nur will» (1684, «Австрия превыше всего, если она только сама захочет») он ярко изложил принципы товарной политики на основе меркантилизма. Он перечислил девять принципов национальной экономики.

«: (1) осмотреть территорию страны с величайшей осторожностью, и не оставить ни один клочок земли неучтенным...
(2) Все товары, которые находятся в стране, которые не могут быть использованы в их естественном состоянии, должны быть переработаны в пределах страны...
(3) следует уделить внимание численности населения, которое должно быть настолько большим, насколько страна может поддержать...
(4) золото и серебро, как только они оказались в стране, ни при каких обстоятельствах не могут покидать страну для любых целей...
(5) жители должны приложить все усилия, чтобы справиться со своими внутренними товарами...
(6) иностранные товары должны быть получены не за золото или серебро, но в обмен на другие отечественные товары...
(7) ...и должны быть импортированы в незавершенном виде, и переработаны внутри страны...
(8) день и ночь следует искать возможности, чтобы продать лишние для страны товары иностранцам в виде готовых товаров...
(9) ни при каких обстоятельствах нельзя разрешать импорт таких товаров, которых есть достаточный запас соответствующего качества дома».

Национализм, самодостаточность и национальная власть были основными принципами политики, которую предложил Хёрнигк.До 1784 г. вышло 15 изданий его книги.

## Труды
- Matthias Kautt, Philipp Wilhelm von Hörnigk: Dispvtatio Jvridica De Jvrisdictione In Genere Et De Ecclesiastica Et Secvlari S.R.I. Principvm-Episcoporvm In Specie 1661.
- Philipp Wilhelm von Hörnigk: H. G. D. C. Francopolitae Wahrer Bericht von dem alten Königreich Austrasien 1682.
- Philipp Wilhelm von Hörnigk: Franco-Germania das ist H. G. D. C. Francopolitae Wahres Franckreich, oder Bericht von dem Königreich Germanien, und klarer Beweiß, daß das uralte, wahre, eigentliche und einige Königreich der Francken, bereit von acht hundert Jahren her auff dem Teutschen Reich allein bestanden 1682.
- Philipp Wilhelm von Hörnigk: Oesterreich über alles, wann es nur will. das ist: wohlmeinender Fürschlag, wie mittelst einer wolbestellten Lands-Oeconomie, die Kayserl. Erbland in kurzem über alle andere Staat von Europa zu erheben, und mehr als einiger derselben von denen andern independent zu machen. 1684. Faksimile-Ausgabe: Verlag Wirtschaft und Finanzen, Düsseldorf 1997
- Philipp Wilhelm von Hörnigk: Vindiciæ S. Rom. Imperii Et Vicinæ Europæ, Adversus Regum Galliæ Capetinorum Origines, Nomine Gastonis Joannis Ducis Espernonii. 1686
- Philipp Wilhelm von Hörnigk: Historische Anzeig von den eigentlichen Ursachen der Privilegirung Des Hoch-löblichsten Ertz-Hauses Oesterreich. 1688.
- Philipp Wilhelm von Hörnigk: Franco-Germania: Das ist: Hippophili Galeacii de Corneliis Franco-Politae, Bericht von den Königreichen Austrasien, Lothringen und Germanien. 1708.
- Philipp Wilhelm von Hörnigk: Historische Anzeige von denen Privilegiis deß Ertzhauses Oesterreich. 1708